# Vysšaja Liga 1978-1979 (pallacanestro)
La Vysšaja Liga 1978-1979 è stata la 45ª edizione del massimo campionato sovietico di pallacanestro maschile. La vittoria finale è stata appannaggio del CSKA Mosca.

## Classifica
|  |     | Squadra             | G  | V  | P  | PF   | PS   | PF/PS | Pt |
|  | --- | ------------------- | -- | -- | -- | ---- | ---- | ----- | -- |
|  | 1.  | CSKA Mosca          | 22 | 20 | 2  | 2376 | 1837 | +539  | 42 |
|  | 2.  | Stroitel Kiev       | 22 | 18 | 4  | 1974 | 1798 | +176  | 40 |
|  | 3.  | Statyba Vilnius     | 22 | 16 | 6  | 2138 | 1970 | +168  | 38 |
|  | 4.  | Dinamo Mosca        | 22 | 14 | 8  | 2319 | 2115 | +204  | 36 |
|  | 5.  | Spartak Leningrado  | 22 | 11 | 11 | 1989 | 1868 | +121  | 33 |
|  | 6.  | RTI Minsk           | 22 | 10 | 12 | 2093 | 2126 | -33   | 32 |
|  | 7.  | Dinamo Tbilisi      | 22 | 10 | 12 | 1816 | 1955 | -139  | 32 |
|  | 8.  | Kalev Tallin        | 22 | 10 | 12 | 1936 | 1985 | -49   | 32 |
|  | 9.  | SKA Kiev            | 22 | 10 | 12 | 2165 | 2260 | -95   | 32 |
|  | 10. | VEF Rīga            | 22 | 7  | 15 | 2064 | 2129 | -65   | 29 |
|  | 11. | Žalgiris Kaunas     | 22 | 6  | 16 | 2025 | 2104 | -79   | 28 |
|  | 12. | Spartak Vladivostok | 22 | 0  | 22 | 1675 | 2423 | -748  | 22 |

## Squadra vincitrice
|  | Naz.                        | Ruolo | Sportivo             | Anno | Alt. |  |  |
|  | --------------------------- | ----- | -------------------- | ---- | ---- |  |  |
|  | Unione Sovietica (bandiera) | G     | Sergej Belov         | 1944 | 190  |  |  |
|  | Unione Sovietica (bandiera) |       | Andrej Bondarenko    |      |      |  |  |
|  | Unione Sovietica (bandiera) | AP    | Aleksandr Gusev      | 1958 | 197  |  |  |
|  | Unione Sovietica (bandiera) | A     | Ivan Jadėška         | 1945 | 196  |  |  |
|  | Unione Sovietica (bandiera) | P     | Stanislav Erëmin     | 1951 | 181  |  |  |
|  | Unione Sovietica (bandiera) | AG    | Evgenij Kovalenko    | 1950 | 198  |  |  |
|  | Unione Sovietica (bandiera) | C     | Serhij Kovalenko     | 1947 | 216  |  |  |
|  | Unione Sovietica (bandiera) |       | A. Krasavcev         |      |      |  |  |
|  | Unione Sovietica (bandiera) |       | Viktor Kuz'min       | 1961 | 201  |  |  |
|  | Unione Sovietica (bandiera) | AG    | Andrej Lopatov       | 1957 | 205  |  |  |
|  | Unione Sovietica (bandiera) |       | Aleksandr Meleškin   | 1958 | 185  |  |  |
|  | Unione Sovietica (bandiera) | P     | Valerij Miloserdov   | 1951 | 187  |  |  |
|  | Unione Sovietica (bandiera) | AG    | Anatolij Myškin      | 1954 | 205  |  |  |
|  | Unione Sovietica (bandiera) | A     | Viktor Petrakov      | 1949 | 200  |  |  |
|  | Unione Sovietica (bandiera) |       | Aleksandr Širšov     |      |      |  |  |
|  | Unione Sovietica (bandiera) | C     | Alžan Žarmuchamedov  | 1944 | 207  |  |  |
|  | Unione Sovietica (bandiera) | ALL   | Aleksandr Gomel'skij |      |      |  |  |